# Municipio de Morton (Míchigan)
El municipio de Morton (en inglés: Morton Township) es un municipio ubicado en el condado de Mecosta en el estado estadounidense de Míchigan. En el año 2010 tenía una población de 4311 habitantes y una densidad poblacional de 46,72 personas por km².

## Geografía
El municipio de Morton se encuentra ubicado en las coordenadas 43°35′44″N 85°15′49″O / 43.59556, -85.26361. Según la Oficina del Censo de los Estados Unidos, el municipio tiene una superficie total de 92.28 km², de la cual 85.57 km² corresponden a tierra firme y (7.27%) 6.71 km² es agua.

## Demografía
Según el censo de 2010, había 4311 personas residiendo en el municipio de Morton. La densidad de población era de 46,72 hab./km². De los 4311 habitantes, el municipio de Morton estaba compuesto por el 95.2% blancos, el 1.48% eran afroamericanos, el 0.37% eran amerindios, el 0.28% eran asiáticos, el 0.09% eran isleños del Pacífico, el 0.51% eran de otras razas y el 2.06% pertenecían a dos o más razas. Del total de la población el 1.25% eran hispanos o latinos de cualquier raza.